# قطعنامه ۷۷۱ شورای امنیت
قطعنامه ۷۷۱ شورای امنیت سازمان ملل متحد که در تاریخ ۱۳ اوت ۱۹۹۲ تصویب شد، سندی بین‌المللی دربارهٔ یوگسلاوی است. این قطعنامه طی نشست ۳۱۰۶ام با ۱۵ رای موافق، ۰ مخالف و ۰ ممتنع تصویب شد.